# Aditya Agarwal
Aditya „Adi“ Agarwal (* 26. Oktober 1984 in Darjeeling) ist ein professioneller indischer Pokerspieler.

## Persönliches
Agarwal wuchs in Darjeeling auf. Anschließend studierte er an der Drexel University in Philadelphia, zunächst Ingenieurwissenschaften und später Marketing. Agarwal lebt in Kalkutta.

## Pokerkarriere
Agarwal kam im Jahr 2003 in Folge des Moneymaker-Booms zum Poker. Er spielt seit 2004 online unter den Nicknames Adi Agarwal (PokerStars), intervention (Full Tilt Poker) und Aditya Agarwal (PokerStars.IN). Bis Januar 2020 war der Inder Teil des Team PokerStars.
Seine erste Geldplatzierung bei einem Live-Turnier erzielte Agarwal Mitte Juli 2006 in Atlantic City. Im Juni 2007 war er erstmals bei der World Series of Poker (WSOP) im Rio All-Suite Hotel and Casino am Las Vegas Strip erfolgreich und kam bei einem Turnier der Variante No Limit Hold’em ins Geld. Anschließend erreichte er im Main Event den 450. Platz. Ende August 2007 platzierte sich der Inder zum ersten Mal beim Main Event der European Poker Tour in den Geldrängen und landete in Barcelona auf dem mit 25.100 Euro dotierten 15. Platz. Bei der WSOP 2008 war er erneut im Main Event erfolgreich und belegte den 96. Platz, der mit über 50.000 US-Dollar bezahlt wurde. Von 2013 bis 2016 schaffte er es viermal in Folge, sich beim Main Event der WSOP im Geld zu platzieren. Dabei war seine beste Platzierung der 71. Platz im Juli 2015, der Agarwal ein Preisgeld von knapp 100.000 US-Dollar einbrachte. Bei der WSOP 2017 erzielte er elf Geldplatzierungen. Im März 2018 wurde Agarwal beim Main Event der Asia Pacific Poker Tour in Macau Zweiter und erhielt umgerechnet knapp 250.000 US-Dollar. Bei der WSOP 2021 belegte er beim Super Turbo Bounty den zweiten Rang und sicherte sich knapp 300.000 US-Dollar.
Insgesamt hat sich Agarwal mit Poker bei Live-Turnieren mehr als 1,5 Millionen US-Dollar erspielt.